# Gaietà Pagueras Portavella
Gaietà Pagueras Portavella (Barcelona, 31 de maig de 1751 - L'Havana?, segle XIX) va ser un organista i compositor català establert a Cuba.

## Biografia
Escases són les referències de la seva biografia abans de la seva arribada a Cuba, coneixent, tan sols que als catorze anys ja era organista a Barcelona i la seva faceta com a organista del convent de les Jerònimes.
El seu germà petit era el compositor i mestre de capella Bru Pagueras. Es desconeix on es van formar musicalment els germans Pagueras però com a hipòtesi, es planteja que van rebre formació musical amb el mestre de la capella de Santa Maria del Mar a Barcelona sota la tutela de Pere Antoni Monlleó.

### Anys a Cuba i contacte a Puebla de los Ángeles
S'estableix a Cuba des de mitjans del segle XVIII, ja que s'havia casat amb una criolla i considerava l'illa com a “sòl patri pel seu matrimoni”. Allà manté una certa activitat amb el capítol de la catedral de Puebla de los Ángeles al virregnat de la Nova Espanya, avui Mèxic. En concret, gràcies a una carta que Gaietà enviava al cabildo de Puebla, el 8 de desembre de 1778. A la carta, el músic anunciava que ja el mes de maig de 1778 havia escrit al cabildo per oferir-se als llocs d'organista i de mestre de capella, dels quals tenia constància de la vacant, almenys, d'un.
Va ser a Cuba on desenvolupa la seva carrera com a autor de música religiosa i, del lloc d'organista conventual passaria al càrrec d'organista de la catedral de l'Havana. El 1802 aspira al lloc de mestre de capella, però no aconsegueix aquesta categoria, havent de conformar-se amb la plaça de contralt de la capella musical de la mateixa entitat. A més, manté relació laboral amb altres centres illencs, exercint el càrrec d'organista del convent dels belemitas entre 1795 i 1805. Aquests llocs, entre d'altres, li servirien per establir contactes professionals amb la catedral de Puebla a Mèxic, arribant, pel que sembla mèrits propis i per la recomanació del bisbe Biempica, a ocupar, segons sembla, de manera si més no nominal, el càrrec de mestre de capella de la catedral de Puebla de los Ángeles.

## Obra[2]
D'aquest músic se'n conserven a l'església de la Mercè (L'Havana) cinc obres litúrgiques:
- Pasión del Domingo de Ramos, 4V, cb, 1796.
- Pasión de Viernes Santo, 4V, cb, 1796.
- Nunc Dimitis, 2V, 2nv, cb, 2cl, 2fg, 2tp, órg (?).
- Responsorio para los maytines de Resurrección, 4V, órg, 1798.
- Misa de réquiem, 4V, 2vn, vc, cb, 2cl, fg, 2tp, tbn, 1801.